# Anna Hirsch (Widerstandskämpferin)

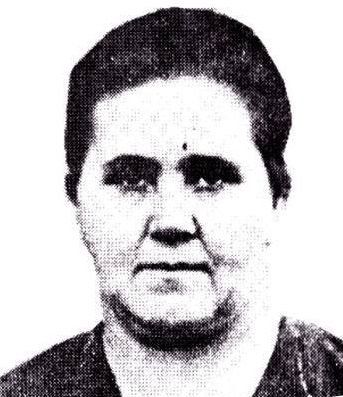
Anna Hirsch

Anna Hirsch (* 14. November 1895 in Lobendau, Nordböhmen; † 13. November 1942 im KZ Auschwitz) war eine deutsche Kommunistin und Widerstandskämpferin gegen das NS-Regime.

## Leben
Hirsch besuchte die Volksschule in Mügeln (Kreis Pirna). Sie arbeitete später als Haushaltshilfe und Schuhstepperin. Bereits in ihrer Jugend interessierte sie sich für Probleme der Arbeiterklasse. 1931 trat sie der KPD bei. 1932 wurde sie für die KPD in das Gemeindekollegium von Dohna gewählt. 
Nach der „Machtergreifung“ der Nationalsozialisten schloss sich Hirsch der Widerstandsgruppe um Rudolf Gebauer in Dohna an. Die Gestapo verhaftete Hirsch am 26. September 1938. Nach eineinhalb Jahren Untersuchungshaft wurde sie 1940 in das KZ Ravensbrück überstellt. Sie erhielt dort Arbeit in der Häftlingsküche. Ein halbes Jahr später wurde sie von der SS-Aufseherin Gräfe gestellt, als sie einem polnischen Häftling etwas zu essen gab. Sie wurde deshalb für 14 Tage in den Bunker gesperrt und kam anschließend ein halbes Jahr in den Strafblock. Im März 1942 wurde sie mit siebzehn weiteren Frauen in das KZ Auschwitz verschleppt. Auch hier arbeitete sie in der Häftlingsküche und wurde von der Lagerältesten, Eva Laube, als Verantwortliche für die Brotkammer eingesetzt. Hirsch bekam diesen Posten, da bei ihr die Gewähr bestand, dass jeder Häftling die ihm zustehende Portion erhielt.
Seit Juni 1942 grassierte im Lager eine Flecktyphusepidemie. Hirsch starb am 13. November an den Folgen dieser Krankheit.

## Ehrungen
- Nach Anna Hirsch ist in Dohna eine Straße benannt.
- An ihrem ehemaligen Wohnhaus (Ernst-Thälmann-Str. 128) ist eine Gedenktafel angebracht.
- Ihr Name findet sich auch auf dem im September 1952 eingeweihten Ehrenmal für die „Opfer des Faschismus“ auf dem Markt in Dohna.
- Im ehemaligen „Anna-Hirsch-Haus“ in Pirna (Schandauer Straße 15) befindet sich heute die Geschäftsstelle der Diakonie Pirna.
- Nach ihr ist der Anna-Hirsch-Frauenpreis der Linken Sächsische Schweiz – Osterzgebirge benannt, der seit 2013 vergeben wird.
- In der Berliner Torstraße ist die Anna Hirsch Bar nach ihr benannt.